# Міст Хуанпу
Хуанпу (кит.: 黄埔大桥) — комбінований мостовий перехід, що перетинає річку Чжуцзян, розташований в місті Гуанчжоу; 17-й по довжині основного прольоту висячий міст у світі (8-й в КНР). Є частиною національної швидкісної автодороги G4W Гуанчжоу-Макао.

## Характеристика
У період 23 грудня 2003 — 14 лютого 2005 тривало будівництво вантової секції мостового переходу. 28 березня 2008 закінчилась будівництво висячої секції. 16 грудня 2008 мостовий перехід Хуанпу відкритий для руху в складі швидкісної автодороги, що зв'язує Гуанчжоу з Макао.
Довжина — 7 016 м. Являє собою по два підходи з обох сторін (довжина північного підходу до вантової секції — 1 775,5 м, південного до висячої — 3 080,5 м), висячий міст з основним прольотом довжиною 1 108 м (над південно-західним проходом річки), естакадний перехід між мостами на острові річки Чжуцзян, вантовий міст з прольотами по 322 і 383 м (останній над північно-східним проходом річки). Висота пілона вантової секції становить 226,14 м, висячої — 189 м.
Має 8 смуг руху (по 4 в обидві сторони).